# Richard Florida
Richard Florida, född 1957 i Newark, New Jersey, är en amerikansk professor, som analyserar stadssamhället utifrån sociala och ekonomiska teorier. Han är upphovsmannen till begreppet den kreativa klassen, en ny klass som har kreativiteten som sitt främsta redskap i det moderna samhället. Han är för närvarande verksam vid University of Toronto och leder också en privat konsultfirma, the Creative Class Group. 

## Forskning och teorier
Richard Floridas forskning har utmynnat i teorin om att storstadsområden med hög koncentration av högteknologi, konstnärligt verksamma personer, ett stort inslag homogena människor och en grupp som han beskriver som "high bohemians" står i samband med en hög nivå av ekonomisk utveckling. Florida menar att den kreativa klassen alstrar en öppen och dynamisk miljö, som i sin tur drar till sig fler kreativa personer liksom affärsverksamhet och kapital. Han menar att en stad bättre förnyar sig genom att vara attraktiv för talanger av hög kvalitet än genom att ensidigt fokusera på infrastrukturprojekt som sportanläggningar, spektakulära byggnader och shoppingcentra.
Han har vidare tänkt ut ett eget rankningssystem som värderar städer eller stadsdelar efter ”bohemindex”, ”gayindex”, ”mångfaldsindex” och liknande kriterier. Florida förespråkar alltså ett öppet samhälle baserat på de tre T:na: Teknologi, Talang och Tolerans.
Denna forskning finns redovisad i The Rise of the Creative Class  (i svensk översättning: Den kreativa klassens framväxt), Cities and the Creative Class och The Flight of the Creative Class.
I sin bok Den stora omställningen tolkar han det som ledde till krisen hösten 2008 och hur samhället kan tänkas forma sig efter denna i ett scenario han kallar The Great Reset. Ojämlikhet och växande avstånd i den ekonomiska utvecklingen mellan regioner kommer alltmer att prägla vår framtida värld. Den politiska polariseringen i USA är tecken på detta: det som blivit republikanska fästen är enligt Florida platser med lägre bildningsnivå och mer osäkra ekonomiska framtidsutsikter, orter som redan har förlorat eller som klamrar sig fast vid industrier och näringar som hör gårdagen till. 
"När folk från sådana områden går till politisk attack skulle man alltså kunna tolka det som ett uttryck för rädsla att sakta men säkert bli akterseglad, och att de i den rädslan egentligen står i en sorts gemenskap med den fiendebild de målar upp, terroristerna, också de i ett utanförskap visavi dem som bär på framgångens nycklar."
Floridas teori påverkade bland annat Malmö kommuns "Vision Norra Sorgenfri" och Ronneby kommuns "Ronneby Creative City Initiative".

## Utnämningar
2019 utnämndes Florida till hedersdoktor vid KTH. Motiveringen löd: "Richard Florida är en av världens ledande forskare och debattörer inom stadsutveckling och förnyelse. Han har sedan femton år tillbaka samarbetat med urbanforskare på KTH och har bidragit i uppbyggnad av forskningscentrum, konferenser, föreläsningsserier och publikationer. Richard Floridas bok The Rise of the Creative Class från 2002 och efterföljande utveckling av teori och data om den ’kreativa klassens’ betydelse för positiv stadsutveckling har haft ett oerhört genomslag på policynivå och som utgångspunkt i marknadsanalyser för städer runtom i världen. Detta starka genomslag är samtidigt omdebatterat och har kritiserats utifrån möjliga samband med växande sociala klyftor i städer som utifrån ett ”kreativt klassperspektiv” kan beskrivas ha en positiv utveckling. Florida lyfter själv upp problematiken med ökad segregation och ojämlikhet i sin bok The New Urban Crisis från 2017." Du kan se film från KTH:s promotion 2019 här.

## Kritik
Floridas idéer har kritiserats för att vara elitistiska. Även hans forskningsdata och metoder har ifrågasatts. Från den kristna högern i USA har hans framhävande av udda människors dynamiska roll i nyskapandet väckt avsky. Inte heller nyliberalernas nattväktarstat harmonierar med Florida, som förespråkar ett starkt samhälle: 
”Den kreativa ekonomin kräver ett samhälle där risk uppmuntras, där det är okej att misslyckas. Det måste alltid finnas ett säkerhetsnät för människor, och det måste vara så att alla sorters människor tolereras av resten av samhället.”
Nationalekonomen Edward Glaeser, i en studie av Floridas data från 2005, ifrågasätter också delar av Floridas resultat, och frågar sig om inte Florida egentligen bara återupprepar en äldre sanning inom tillväxtforskning, nämligen att utbildning är bra för ekonomisk tillväxt och att högutbildade tenderar att vara något mer bohemiska och toleranta mot exempelvis homosexuella.